# Sabinen
Sabinen (Betonung auf der dritten Silbe: Sabinen) ist eine chemische Verbindung aus der Gruppe der Monoterpene, spezieller der Thujene. Der Naturstoff, der chemisch gesehen ein  cyclischer ungesättigter Kohlenwasserstoff ist, kommt vor allem in den ätherischen Ölen des Majorans und den Blättern des Sadebaumes vor.

## Vorkommen
(+)-Sabinen findet sich im russischen Sadebaum-Öl (Juniperus sabina, bis zu 30 %), im Wacholder, im Kubeben-Pfeffer (Piper cubeba) sowie in Kurkuma (Curcuma longa). (−)-Sabinen kann in der indischen Heilpflanze Zanthoxylum rhetsa nachgewiesen werden. Daneben kommt es unter anderem in Wermutkraut, Sternanis, Muskatnuss (Myristica fragrans), Australischem Teebaum (Melaleuca alternifolia), Mönchspfeffer (Vitex agnus-castus), Schwarzem Pfeffer (Piper nigrum), der Limette (Citrus aurantiifolia), Grünen Kardamom (Elettaria cardamomum), Boswellia sacra, Lorbeer ( Laurus nobilis), Majoran (Origanum majorana), Petersilie (Petroselinum crispum), Oregano (Origanum vulgare), Baldrian (Valeriana officinalis), und Schafgarbe (Achillea millefolium) vor.

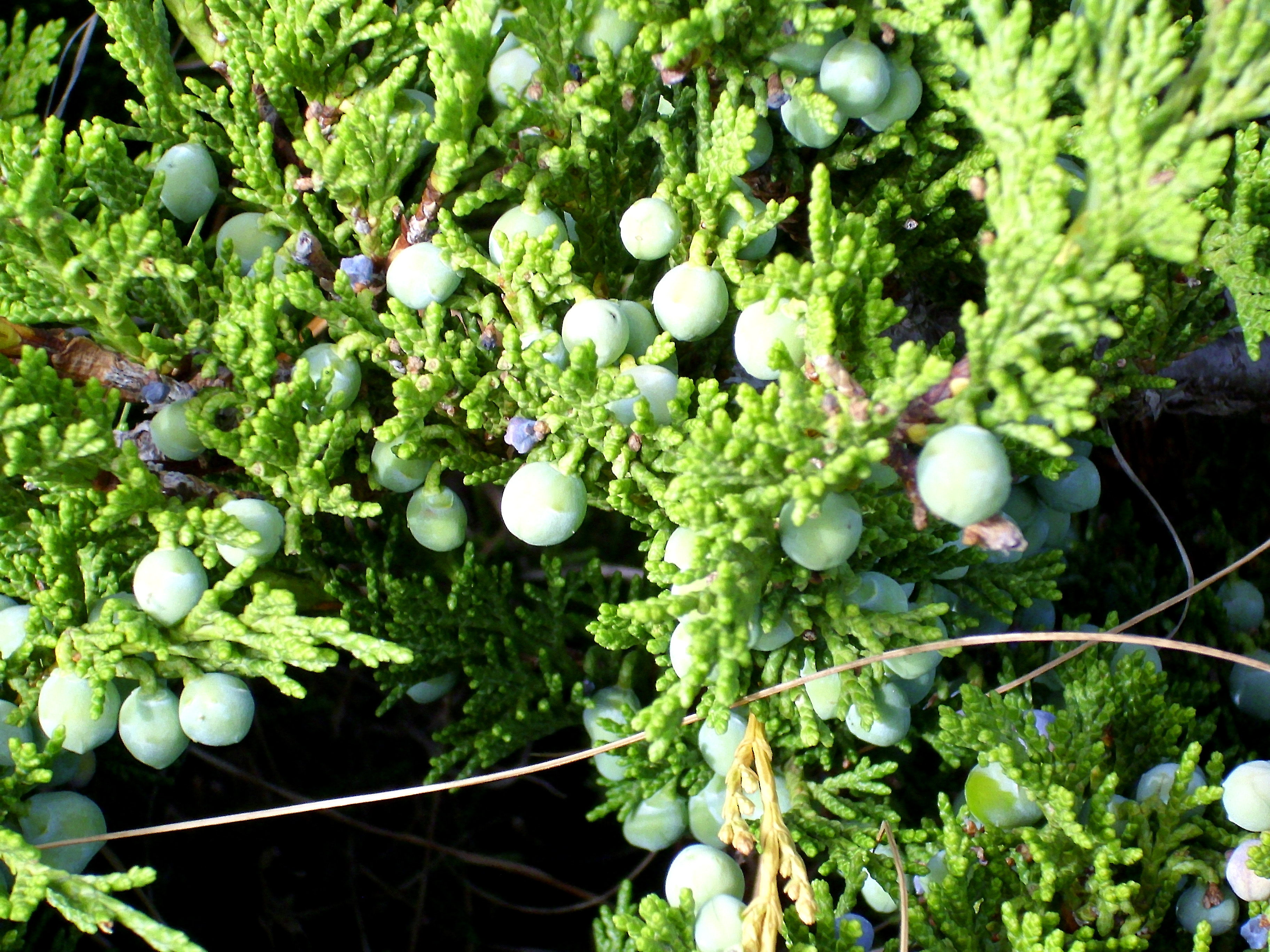
Sadebaum
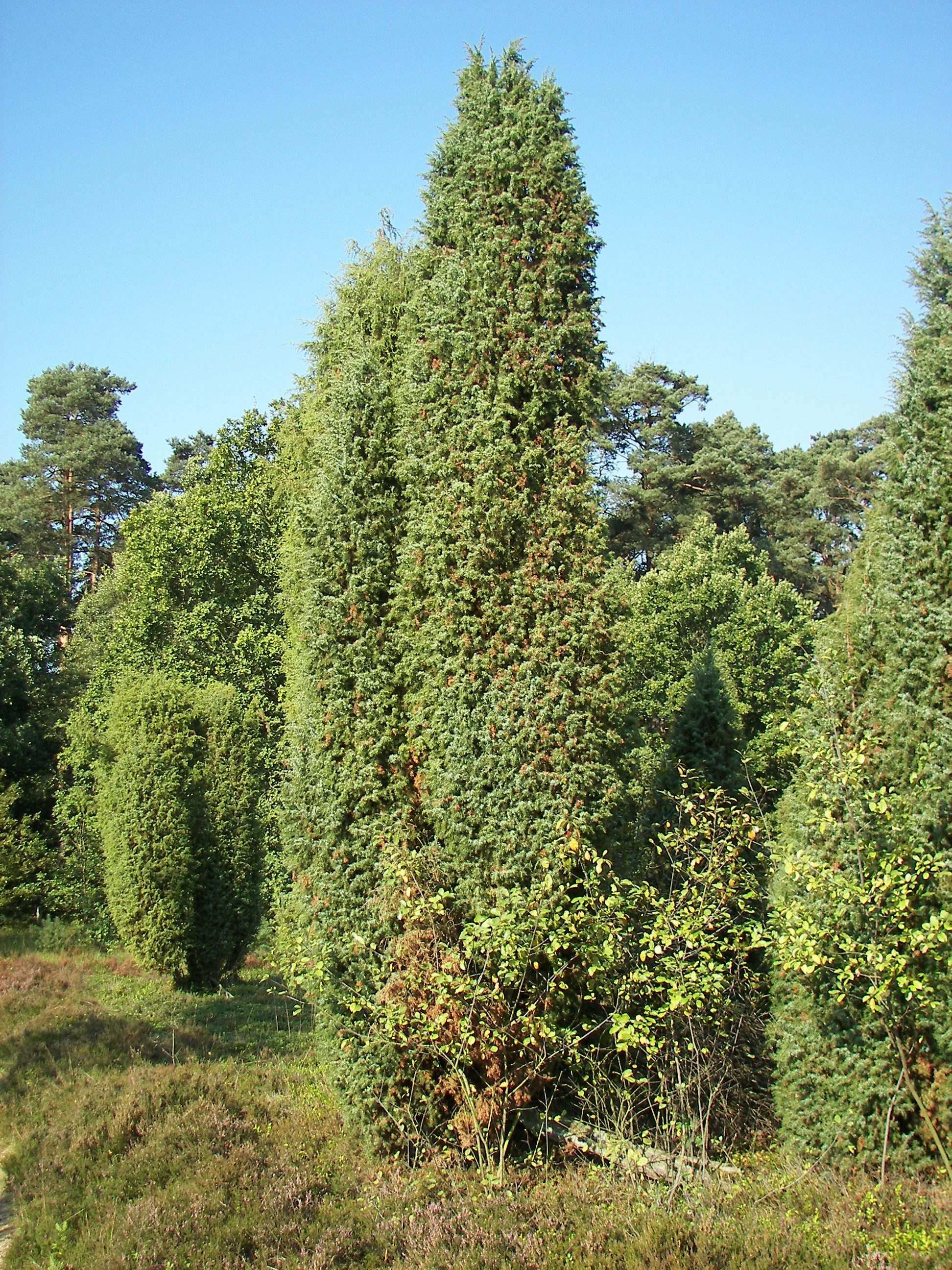
Wacholder
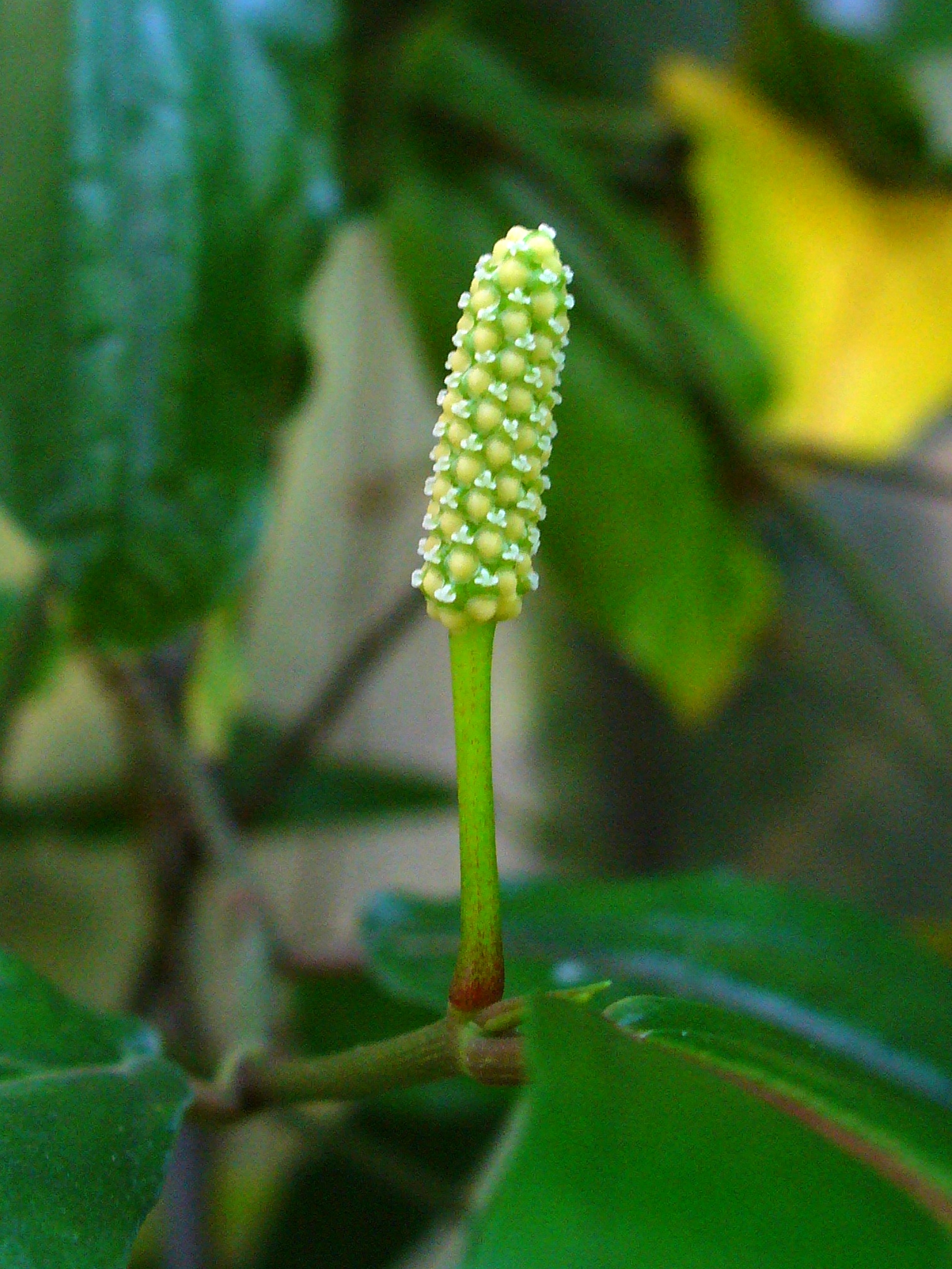
Kubeben-Pfeffer
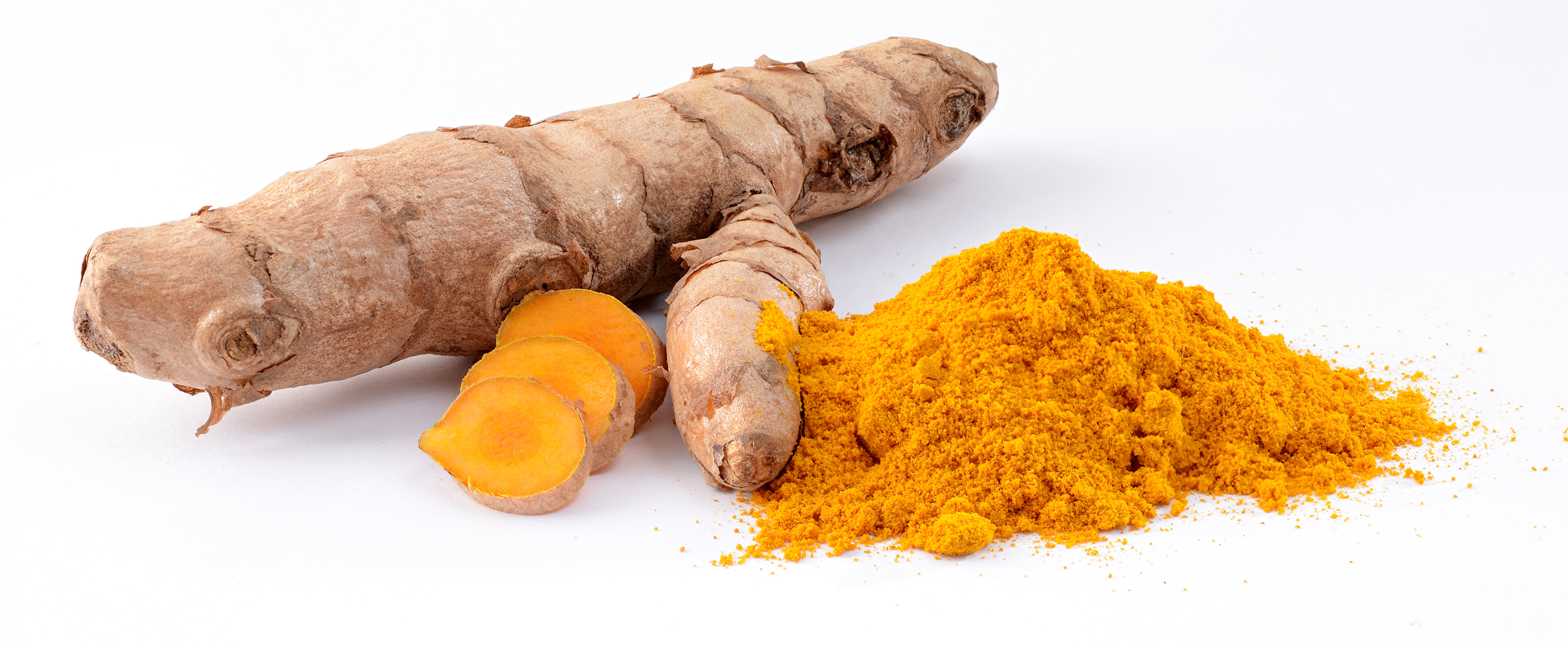
Kurkuma

## Eigenschaften
Sabinen ist eine licht- und oxidationsempfindliche ölige Flüssigkeit, die wasserunlöslich ist. Sie löst sich in Ethanol und Diethylether.

## Verwendung
Das Sabinen-haltige ätherische Öl des Sadebaumes wurde früher wegen seiner stark hautreizenden, nekrotischen Wirkung zur Behandlung von Warzen und Kondylomen eingesetzt. Heute wird Sabinen noch homöopathisch verwendet.

## Toxische Eigenschaften
Bei hoher Dosierung kann Sabinen zu Magen-Darm-Beschwerden, Übelkeit, Erbrechen und Nierenversagen führen. Bei stärkeren Vergiftungen kann es zu inneren Blutungen kommen, was sich durch blutigen Durchfall oder blutigen Urin bemerkbar macht. Sehr hohe Dosen rufen Bewusstlosigkeit und Krämpfe hervor, die bis zum Tod führen können, wenn die Lähmung auch auf die zentrale Atemfunktion übergreift. Auf die Haut aufgetragen, kann Sabinen Hautirritationen verursachen.